# Haining (Gemeinde Seewalchen)
Haining ist eine Ortschaft der Marktgemeinde Seewalchen am Attersee (Katastralgemeinde Litzlberg) in Oberösterreich mit 147 Einwohnern (Stand 1. Jänner 2024).
Die Ortschaft grenzt zwar nicht direkt an den Attersee, liegt jedoch nur ca. 500 bis 1000 Meter Luftlinie davon entfernt. Aufgrund der leichten Hanglage bietet sich ein reizvoller Blick auf die Buchberger Bucht des Attersees und die Gemeinden Schörfling am Attersee, Weyregg am Attersee und Steinbach am Attersee vor dem Hintergrund des Höllengebirges.
Dieser unvergleichbare Ausblick auf den Attersee mag mitunter ein Grund für den Zuzug bzw. die Ausweitung der Ortschaft in Richtung Süden sein. Ein Teil der angesiedelten Häuser und Villen sind jedoch nur während des Sommers bewohnt.
Durch die Lage am Fuße des Buchberges findet die Ortschaft auch bei Wanderern als Ausgangspunkt große Beliebtheit. Über die asphaltierte Straße nach Berg im Attergau gelangt man über eine Forststraße auf den Buchberg zur Jagdhütte.